# 安娜·歐伯岡
安娜·維多利亞·加西亞·歐伯岡（西班牙語：Ana Victoria García Obregón，1955年3月18日—），通稱安娜·歐伯岡（西班牙語：Ana Obregón），是一位西班牙女演員、電視節目主持人和社交名流。 她曾出演過歐美電影，最出名的是她高調的個人生活和電視女演員生涯，最著名的是她在西班牙電視劇《A las once en casa》和《Ana y los 7》中的演出。
她的兒子阿萊斯因尤文氏肉瘤早逝。她用阿萊斯的精子代孕生產，由於西班牙禁止代孕，因此她選擇在美國邁阿密進行代孕，孕母於2023年3月20日產下一名女嬰，由她收養。媒體報導此事後在歐洲引發爭議。